# Bulbophyllum breimerianum
Bulbophyllum breimerianum là một loài thực vật có hoa trong họ Lan. Loài này được J.J.Verm. & A.Vogel mô tả khoa học đầu tiên năm 2007.